# Pilocarpus alatus
Pilocarpus alatus är en vinruteväxtart som beskrevs av C.J. Yoseph och L.A. Skorupa. Pilocarpus alatus ingår i släktet Pilocarpus och familjen vinruteväxter. Inga underarter finns listade i Catalogue of Life.